# Roi Morvan Communauté
Die Roi Morvan Communauté ist ein französischer Gemeindeverband mit der Rechtsform einer Communauté de communes im Département Morbihan in der Region Bretagne, dessen Einzugsgebiet im Nordwesten des Départements liegt. Der am 29. Dezember 1998 gegründete Gemeindeverband besteht aus 21 Gemeinden, sein Verwaltungssitz befindet sich im Ort Gourin.

## Geschichte
Die Roi Morvan Communauté startete am 29. Dezember 1998 als Communauté de communes du Pays du Roi Morvan. Im Jahr 2012 kam es zur Umbenennung auf den heutigen Namen. Dem Gemeindeverband gehören alle Gemeinden der Kantone Le Faouët, Gourin und Guémené-sur-Scorff an.

## Aufgaben
Zu den vorgeschriebenen Kompetenzen gehören die Entwicklung und Förderung wirtschaftlicher Aktivitäten und des Tourismus sowie die Raumplanung auf Basis eines Schéma de Cohérence Territoriale. Der Gemeindeverband betreibt außerdem die Abwasserentsorgung.

## Mitgliedsgemeinden
Folgende 21 Gemeinden gehören der Roi Morvan Communauté an:
| Gemeinde               | Einwohner 1. Januar 2022 | Fläche km² | Dichte Einw./km² | Code INSEE | Postleitzahl |
| ---------------------- | ------------------------ | ---------- | ---------------- | ---------- | ------------ |
| Berné                  | 1.558                    | 34,77      | 45               | 56014      | 56240        |
| Gourin                 | 3.892                    | 74,72      | 52               | 56066      | 56110        |
| Guémené-sur-Scorff     | 1.136                    | 1,17       | 971              | 56073      | 56160        |
| Guiscriff              | 2.053                    | 85,46      | 24               | 56081      | 56560        |
| Kernascléden           | 418                      | 9,26       | 45               | 56264      | 56540        |
| Langonnet              | 1.851                    | 85,40      | 22               | 56100      | 56630        |
| Langoëlan              | 404                      | 22,27      | 18               | 56099      | 56160        |
| Lanvénégen             | 1.133                    | 29,42      | 39               | 56105      | 56320        |
| Le Croisty             | 742                      | 15,88      | 47               | 56048      | 56540        |
| Le Faouët              | 2.816                    | 34,03      | 83               | 56057      | 56320        |
| Le Saint               | 611                      | 31,03      | 20               | 56201      | 56110        |
| Lignol                 | 855                      | 38,43      | 22               | 56110      | 56160        |
| Locmalo                | 894                      | 23,91      | 37               | 56113      | 56160        |
| Meslan                 | 1.475                    | 37,13      | 40               | 56131      | 56320        |
| Persquen               | 358                      | 19,96      | 18               | 56156      | 56160        |
| Plouray                | 1.022                    | 39,09      | 26               | 56170      | 56770        |
| Ploërdut               | 1.259                    | 75,83      | 17               | 56163      | 56160        |
| Priziac                | 1.024                    | 44,63      | 23               | 56182      | 56320        |
| Roudouallec            | 715                      | 24,82      | 29               | 56199      | 56110        |
| Saint-Caradec-Trégomel | 468                      | 16,12      | 29               | 56210      | 56540        |
| Saint-Tugdual          | 375                      | 19,97      | 19               | 56238      | 56540        |
| Roi Morvan Communauté  | 25.059                   | 763,30     | 33               | –          | –            |